# بيلي باتلر (مقدم برامج إذاعية)
بيلي باتلر (بالإنجليزية: Billy Butler)‏ هو مقدم برامج إذاعية بريطاني، ولد في 24 يناير 1942 في Amlwch ‏ في المملكة المتحدة.

## وصلات خارجية
- بيلي باتلر على موقع IMDb (الإنجليزية)